# Hello Destiny...
Hello Destiny… шостий студійний альбом американського ска/панк гурту Goldfinger.
2 січня 2008, трек під назвою «One More Time» був поширений на сторінці в Myspace. Гурт зазначив, що їх наступний альбом вийде у квітні цього ж року. Альбом було видано 22 квітня 2008 лебйлом SideOneDummy Records. Сингл «One More Time» розпочали крутити по радіо 22 квітня 2008. Між серединою червня та початком серпня, гурт вирушив у турне з Less Than Jake в рамках їх Sleep It Off Tour по США. У лютому та березні 2009, гурт вирушив в турне по Австралії як частину Soundwave festival.

## Список композицій
Всі пісні написані Джоном Фельдманом, окрім зазначених.
| #   | Назва                                                                                        | Тривалість |
| --- | -------------------------------------------------------------------------------------------- | ---------- |
| 1.  | «One More Time»                                                                              | 3:14       |
| 2.  | «Get Up»                                                                                     | 2:59       |
| 3.  | «Goodbye»                                                                                    | 2:36       |
| 4.  | «Without Me»                                                                                 | 3:14       |
| 5.  | «If I'm Not Right»                                                                           | 3:35       |
| 6.  | «War» (Фельдман, Паулсон (за участі Ian Watkins з Lostprophets)                              | 3:37       |
| 7.  | «How Do You Do It»                                                                           | 2:11       |
| 8.  | «Bury Me»                                                                                    | 3:25       |
| 9.  | «Not Amused» (Паулсон)                                                                       | 1:49       |
| 10. | «Handjobs For Jesus» (за участі Берта МакКрекена з The Used та Monique Powell з Save Ferris) | 4:37       |
| 11. | «Free Kevin Kjonaas»                                                                         | 3:24       |
| 12. | «Julian» (прихований трек)                                                                   | 1:35       |

| iTunes bonus track | iTunes bonus track | iTunes bonus track |
| #                  | Назва              | Тривалість         |
| ------------------ | ------------------ | ------------------ |
| 13.                | «Smile»            | 3.31               |

| Japanese bonus track | Japanese bonus track | Japanese bonus track |
| #                    | Назва                | Тривалість           |
| -------------------- | -------------------- | -------------------- |
| 13.                  | «Windows»            | 2:07                 |

## Учасники запису
- Джон Фельдман — ведучий вокал, ритм-гітара, продюсер
- Дерін Пфайфер — ударні, бек-вокал
- Келлі ЛеМ'є — бас-гітара, бек-вокал
- Чарлі Паулсон — ведуча гітара, бек-вокал